# Димитър Бъров
Димитър Симеонов Бъров е български юрист и политик от Демократическия сговор, министър на търговията, промишлеността и труда през 1937-1938 година.

## Биография
Димитър Бъров е роден на 24 юли (12 юли стар стил) 1887 година в Търново. През 1905 г. завършва в Софийската трета гимназия. Между 1905 и 1907 г. следва право в Софийския университет, но е изключен поради участието му в протестната акция срещу княз Фердинанд на откриването на Народния театър. През 1910 година завършва право в Гренобъл и става чиновник в Министерството на правосъдието. По време на войните за национално обединение заминава за фронта във военно-съдебната част. От 1919 до 1926 г. работи като адвокат и участва в Демократическия сговор. През 1934-1935 година е председател на държавната Българска земеделска и кооперативна банка.
През 1936 година Бъров е сред основателите на Висшето търговско училище в Свищов и става негов пръв ректор, като остава на този пост до 1950 година. През 1937-1938 година е министър на търговията, промишлеността и труда във второто правителство на Георги Кьосеиванов. След Деветосептемврийския преврат от 1944 година работи върху правните основи на Трудовите кооперативни земеделски стопанства.

## Публикации
- „Делбата според материалното и процесуално право“ (1936)
- „Принос към изучаването на професионалните организации“ (1940)
- „Основно трудово отношение на трудовото право“ (1944)
- „Трудови кооперативни земеделски стопанства“ (1945)
- „Записки по професионално право“ (1947)
- „Учебник по гражданско право и увод в правото“ (1948)